# Tirs au but (football)
 (mars 2019).

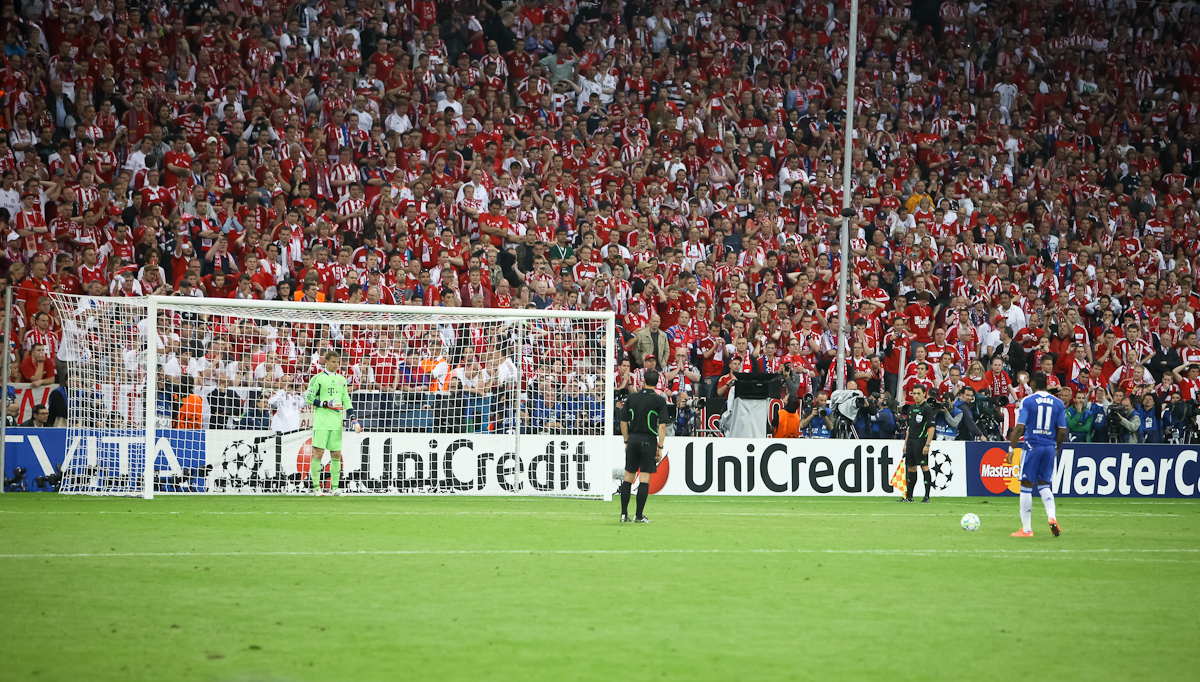
Tir au but décisif de Didier Drogba lors de la finale de la Ligue des champions 2012.

Les tirs au but sont une séquence de jeu décisive d'un match de football et l'une des possibilités prévues par la loi 10 du football pour déterminer l'issue d'un match.
Des tirs au but (notés t.a.b.) sont exécutés pour départager deux équipes lorsque les règles de la compétition prévoient de déclarer un vainqueur alors que les deux équipes sont à égalité à l'issue du temps réglementaire et d'une éventuelle prolongation, ou à l'issue d'une égalité sur l'ensemble des deux matchs lors d'une confrontation aller-retour. Les tirs au but sont à distinguer des penaltys (loi 14), dont l'exécution est similaire, mais qui sanctionnent  des fautes dans le cours du jeu.
Les tirs au but sont souvent utilisés dans les compétitions à élimination directe, afin de décider quelle sera l'équipe qualifiée pour le tour suivant ou celle qui remportera la compétition. Ils ont souvent lieu après une prolongation. Dans quelques compétitions, comme la Community Shield en Angleterre, la Coupe Gambardella, le Trophée des Champions, la Coupe de la Ligue et la Coupe de France en France, l'éventuelle séance de tirs au but se joue directement après la fin du temps réglementaire. La Major League Soccer américaine et le Championnat d'Argentine de football ont fait une expérience de courte durée où les matchs nuls en championnat se terminaient par une séance de tirs au but.
Contrairement à ce qui se passe pour les penaltys, les joueurs autres que le tireur et les gardiens de but doivent se trouver dans le rond central du terrain. Le gardien de but doit se trouver sur sa ligne de but entre les poteaux, le gardien de l'équipe du tireur doit se trouver à la limite de la surface de réparation, également sur la ligne de but. Le tireur ne peut pas la reprendre après un rebond sur un poteau, la barre ou sur le gardien.
Les tirs au but ne sont pas inclus dans le score final. Le score reste celui de la fin des prolongations : il s'agit donc officiellement d'un match nul (et comptabilisé ainsi dans les statistiques : ni équipe gagnante ni équipe perdante). Il est rapporté selon le style « match nul 2-2, 6-5 après tirs au but ».

## Procédure
Pour un article plus général, voir Loi 10 du football.
La procédure suivie pour la séance de tirs au but est résumée ainsi : 
- L'arbitre procède à un tirage au sort au lancer de pièce pour choisir la surface de but dans laquelle sera effectuée la séance, sauf si des conditions particulières le justifient. Le choix peut avoir des répercussions psychologiques importantes sur les joueurs car le choix de la surface détermine quels supporters seront derrière la cage.
- Le côté choisi ne peut plus être modifié sauf en cas de circonstances exceptionnelles.
- Un second tirage au sort permet de déterminer l'équipe qui débute la série. Le capitaine remportant le tirage décide si son équipe tire en premier ou en second.
- Tous les joueurs autres que le tireur et les gardiens de but doivent se placer dans le rond central.
- Les remplacements de joueurs ne sont pas possibles entre la fin du match et le début des tirs au but sauf en cas de blessure ou d'expulsion d'un gardien.
- Tous les joueurs doivent participer à la séance, sauf dans deux cas :
  - Un joueur blessé peut être exempté par l'arbitre. Si un joueur ne respecte pas cette consigne son tir est considéré comme raté d'office lorsque son tour arrive.
  - Le remplaçant du gardien blessé peut également participer à l'épreuve en tant que tireur.
- Le gardien de but doit avoir ses deux pieds sur la ligne au moment de la frappe.
- Le tireur ne peut frapper la balle qu'une seule fois : il ne peut donc pas reprendre la balle si le gardien la repousse, comme cela est possible lorsqu'un penalty est tiré en cours de match. Un tir qui heurte la barre transversale, le poteau, le gardien, ou toute combinaison de ces éléments avant de franchir la ligne de but est valable tant que le tireur ne retouche pas le ballon. Le tir au but réussi par le Français Bruno Bellone face au Brésil en quarts de finale de la Coupe du monde 1986 en est un célèbre exemple : Bellone avait tiré sur le poteau, mais le ballon avait ricoché sur le dos du gardien brésilien Carlos qui était parti du bon côté, pour finalement rentrer. Le but avait justement été validé par l'arbitre de la rencontre, Ioan Igna, malgré les protestations initiales de certains joueurs brésiliens comme Edinho.
- La séance comprend cinq tirs pour chaque équipe, les équipes tirant en alternance. La séance peut prendre fin avant que tous les joueurs désignés aient tiré, cela arrive lorsqu'une équipe a acquis une avance suffisante qui ne peut pas mathématiquement être rattrapée par son adversaire.
- Si un nombre identique de buts a été marqué après la séance initiale de dix tirs (5 de chaque côté), on rentre dans la mort subite. Si une des deux équipes marque et l'autre non, la séance prend fin avec la victoire de l'équipe marquante.
- Contrairement à une idée répandue, l'arbitre n'a pas à être informé de l'ordre des tireurs avant la séance. Le capitaine peut d'ailleurs le modifier tant que le penalty n'est pas exécuté.
- Un joueur ne peut pas retenter un autre tir au but avant que tous les joueurs de son équipe, y compris le gardien, n'aient tiré au but. Et le cycle de tireurs se répète tant que les deux équipes sont à égalité. Notons que l'ordre des tireurs peut tout à fait varier entre chaque itération de cycle.
- Si une équipe a plus de joueurs qu'une autre à la fin de la prolongation (du fait d'une expulsion ou d'une blessure non remplacée), son capitaine désigne un ou plusieurs joueurs qui ne participeront pas à l'épreuve en tant que tireur, de manière que les deux équipes aient autant de tireurs. Cette règle a été ajoutée avant l'Euro 2000 afin que l'équipe ayant un joueur expulsé ne soit pas avantagée lors d'un éventuel 11e tir. Cette règle a été ajoutée pour un souci d'équité sportive, afin de ne pas voir, par exemple le meilleur tireur de l'équipe A se retrouver face au pire tireur de l'équipe B.
- Dans l'hypothèse d'une blessure/expulsion pendant la série de tirs au but, cette règle s'applique également, et le nom du joueur nouvellement exempté de tir est communiqué immédiatement par le capitaine à l'arbitre.
- Tout joueur qui participe à la séance peut prendre la place de son gardien à n'importe quel moment de la séance.
- Si le gardien de but se blesse au point de ne pouvoir continuer l'épreuve, il peut être remplacé par un remplaçant n’ayant pas participé au match si l'équipe n'a pas épuisé son nombre de remplacements. Le changement est définitif et le remplaçant pourra (devra le cas échéant si son tour se présente) tenter un tir au but. Il prend à son compte les éventuels tirs au but exécutés par le gardien remplacé pour le décompte du nombre de tirs de chaque joueur. Le remplaçant doit immédiatement «essuyer» un tir en tant que gardien. Il peut ensuite éventuellement être remplacé dans ses fonctions de gardien conformément au point précédent.
- Il peut également être remplacé par un joueur initialement écarté de la séance, sans que cela ne compte pour un remplacement. Le changement est définitif et le remplaçant pourra (devra le cas échéant si son tour se présente) tenter un tir au but. Il prend à son compte les éventuels tirs au but exécutés par le gardien remplacé pour le décompte du nombre de tirs de chaque joueur. Le remplaçant doit immédiatement «essuyer» un tir en tant que gardien. Il peut ensuite éventuellement être remplacé dans ses fonctions de gardien conformément au point susmentionné.
- Si le gardien de but est expulsé, il peut être remplacé par un remplaçant n’ayant pas participé au match si l'équipe n'a pas épuisé son nombre de remplacements, à condition qu'un coéquipier sorte. Dans ce cas, l'équipe adverse retire immédiatement un de ses joueurs de la séance. Le remplaçant prend à son compte les éventuels tirs au but exécutés par le gardien expulsé pour le décompte du nombre de tirs de chaque joueur. Le remplaçant doit immédiatement «essuyer» un tir en tant que gardien. Il peut ensuite éventuellement être remplacé dans ses fonctions de gardien conformément au point susmentionné.
- Les avertissements reçus durant le match ne sont pas pris en compte dans la mesure où la séance de tirs au but ne fait pas partie du match. Un joueur averti durant le match et commettant une infraction méritant un avertissement durant la séance de tirs au but ne sera pas expulsé.
- L'arbitre garde néanmoins la possibilité d'exclure un joueur durant une séance de tirs au but, pour une faute méritant un carton rouge direct ou plusieurs méritant un avertissement. Dès qu'une expulsion intervient, l'équipe adverse retire immédiatement un tireur de la séance.
- Un joueur qui s'apprête à tirer et est exclu avant le coup de sifflet de l'arbitre verrait son tir au but non compté, c'est-à-dire qu'un autre tireur pourra prendre sa place (le tir n'est pas considéré comme manqué). Ceci est lié au fait que le ballon n'est pas en jeu au moment de l'infraction, et que le capitaine peut jusqu'au dernier moment changer de tireur. Dès qu'une expulsion intervient, l'équipe adverse retire immédiatement un joueur de la séance.
- En revanche, si un joueur qui va tirer est exclu après le coup de sifflet de l'arbitre, il verra son tir comptabilisé comme un but manqué. Ceci selon les dispositions communes de la règle des penaltys[1] qui ne prévoient pas de seconde chance pour un tireur, même si le tir est réussi. Dès qu'une expulsion intervient, l'équipe adverse retire immédiatement un tireur de la séance.
- Un joueur ayant eu son premier tir non validé ne se voit pas retirer de la séance, il pourra retenter sa chance dans le prochain cycle de tirs.
- Si la séance de tirs au but commencée ne peut être menée à terme (panne d'éclairage par exemple), le gagnant sera désigné par l'arbitre par tirage au sort, sauf dispositions contraires prévues par le règlement de l'épreuve (comme en Coupe de France, où le match est rejoué).

## Historique
C'est le dirigeant de football israélien Yosef Dagan qui suggéra le premier cette méthode de désignation d'un vainqueur après que l'équipe israélienne eut été éliminée en quart de finale du tournoi olympique de 1968 par tirage au sort. Par ailleurs, cette même année, l'Italie accéda à la finale du Championnat d'Europe des nations par tirage au sort à la suite du match nul de la demi-finale contre l'URSS. Cette idée fut adoptée par l'UEFA et la FIFA.
La première séance de tirs au but de l'histoire a lieu le 5 août 1970 entre Hull City et Manchester United pendant la Watney Cup (tournoi estival de préparation). Le premier tireur est George Best, et le premier à manquer son tir Denis Law.
Quelques jours plus tard, pour la première fois un match international se termine aux tirs au but : lors du premier tour de la Coupe des coupes 1970-1971, les clubs de Budapest Honvéd et d'Aberdeen FC n'arrivant pas à se départager (chacun gagne son match à l'extérieur 3-1) seront les premiers à les utiliser. C'est le club hongrois qui gagne la séance de tirs au but. Ils seront également utilisés en Coupe d'Europe des clubs champions dès la même saison : Everton FC prend le meilleur sur le Borussia Mönchengladbach en huitièmes de finale après deux matchs nuls 2-2. Comme durant les premières années de l'application de la nouvelle règle les finales restaient encore à rejouer en cas d'égalité, il faudra patienter jusqu'en 1980 pour voir la toute première finale européenne de clubs décidée par la séance des tirs au but : Valence-Arsenal (0-0 a.p, t.a.b. 5-4) en Coupe des vainqueurs de coupes.
La première finale internationale à se jouer aux tirs au but fut celle de l'Euro 1976 entre la Tchécoslovaquie et la RFA (2-2, 5-3 t.a.b). Et pourtant, cette séance de tirs au but historique, dont le tir vainqueur marqué par le Tchécoslovaque Antonín Panenka est resté dans toutes les mémoires, n'aurait jamais dû avoir lieu en ce soir du 20 juin 1976. En effet, le règlement prévoyait qu'en cas d'égalité après 120 minutes de jeu la finale soit rejouée. Mais la perspective d’enchaîner trois matchs en cinq jours pour un total d'au moins cinq heures et demi de jeu n'enchantait guère Helmut Schön, l’entraîneur de la Mannschaft, voyant ses joueurs émoussés par une longue saison et déjà entamés par une éprouvante demi-finale allée jusqu'au bout de la prolongation. C'est ainsi que quelques heures avant le coup d'envoi, le président de la DFB (Fédération allemande de football) soumit la proposition à l'UEFA, après concertation avec son homologue tchécoslovaque (dont l'équipe avait également disputé la prolongation en demi-finale), de ne pas rejouer la finale en cas d'égalité après prolongation, mais de passer directement aux tirs au but. Les trois parties tombèrent d'accord : le match ne serait pas rejoué et la séance de tirs au but aurait éventuellement lieu le soir même,. La « Nuit de Belgrade » (c'est ainsi que les Allemands l'ont appelée Nacht von Belgrad) a probablement marqué un tournant dans l'histoire des finales internationales : l'UEFA mit définitivement au rancart après cette date la règle de la finale à rejouer pour ses finales européennes, la FIFA lui emboitant le pas pour la Coupe du monde quelques années plus tard.
En phase finale de Coupe du monde, la règle des tirs au but fut introduite en 1974. Mais la formule championnat (phase de poules) en vigueur sur deux tours pour les Coupes du monde 1974, 1978 et 1982 limitait considérablement les possibilités de son application (en 1974 et 1978, seuls les matches pour la troisième place étaient directement concernés, les finales étant à rejouer avant de donner lieu à possible séance de tirs au but). Ce n'est qu'en 1982 en Espagne, chronologiquement à la quatrième possibilité directe que l'on assista à la toute première séance de tirs au but de l'histoire en Coupe du monde. Elle se déroula à Séville le 8 juillet 1982 à l'issue de la légendaire seconde demi-finale opposant la RFA à la France.
À partir de la première application effective de la règle des tirs au but lors de cette demi-finale RFA-France, sur les dix dernières phases finales de Coupe du monde (de 1982 à 2018), 30 matchs (sur 147 matchs concernés par le règlement) ont été suivis d’une séance de tirs au but, soit en moyenne 3 matchs par Coupe du monde, et 1 match tous les 4,9 matchs concernés par ce règlement.
La règle historique de la finale à rejouer (où, de 1974 à 1982, la séance de tirs au but ne pouvait intervenir qu'après un deuxième match nul après prolongation) fut supprimée en 1986. Depuis que la finale peut donner directement lieu à une séance de tirs au but après un unique match nul après prolongation, 3 finales sur 9 de la Coupe du monde masculine se sont décidées aux tirs au but: en 1994, Brésil-Italie : 0-0, 3-2 t.a.b., en 2006, Italie-France: 1-1, 5-3 t.a.b et en 2022, Argentine-France: 3-3, 4-2 t.a.b. Deux finales de coupe du monde féminine ont également connu un dénouement aux tirs au but: lors de la coupe du monde 1999, États-Unis-Chine: 0-0, 5-4 t.a.b. et lors de la coupe du monde 2011, Japon-États-Unis: 2-2, 3-1 t.a.b.
La toute première séance de tirs au but en phase éliminatoire de Coupe du monde se produisit en janvier 1977 dans la zone Afrique entre la Tunisie et le Maroc au début de la campagne du mundial argentin. Après deux nuls sur le score de 1-1 en matchs aller-retour (dont le second après prolongation) les Tunisiens se qualifièrent à Tunis pour le second tour en l'emportant par 4 tirs au but à 2. Cet épisode marqua le début d'une aventure qui conduisit après quatre tours éliminatoires la Tunisie en Argentine pour la Coupe du monde 1978 en tant que (seul) représentant de l'Afrique.
En 1986, le gardien roumain Helmut Duckadam du Steaua Bucarest marque l'histoire en stoppant les 4 tentatives des joueurs du FC Barcelone lors de la finale de Ligue des champions de l'UEFA, conservant sa cage totalement inviolé. Il s'agit d'une performance unique à ce niveau de compétition.
Au 21e siècle, 6 finales de la Ligue des champions se sont décidées sur des tirs au but (2001, 2003, 2005, 2008, 2012 et 2016). En Copa Libertadores (CONMEBOL), bien que la finale ne se joue en match aller/retour, 12 finales ont connu un dénouement aux tirs au but dont 4 consécutives. (1999, 2000, 2001 et 2002).
Il est difficile d'indiquer le score maximal atteint lors d'une séance de tirs au but : de nombreux matchs locaux entre équipes amateurs ont pu avoir des scores importants, mais non nécessairement archivés. Un match de Coupe de France 1996-1997 a vu les deux équipes alsaciennes du FC Obernai et de Wittelsheim atteindre le score de 20-20 avant que l'arbitre n’interrompe la séance à cause de l'obscurité. La séance n'ayant pu être menée à terme, et selon le règlement de l'épreuve, le « petit poucet » Obernai avait été qualifié d'office. Pour le nombre de tentatives, le record répertorié concernerait un match de Coupe de Namibie 2004/2005 où 48 tirs furent tentés (dont 15 échecs) avant que KK Palace ne prenne le meilleur sur les Civics (17-16). En termes de score, le site de la Rec.Sport.Soccer Statistics Foundation (RSSSF) indique lui un record à 21-20 lors d'un match de barrage entre clubs amateurs argentins. General Paz Juniors battit Juventud Alianza. Il n'y eut ce jour-là qu'un seul et unique échec : la 21e tentative de Juventud. En juin 2019, deux clubs universitaires de Corée du Sud, se départagent aux tirs au but. D'une durée de cinquante minutes pour 62 tentatives, le Taesung FC s'impose face au Cheongju Daesung 29-28, un record.

En mars 2022, lors d'une coupe locale, le club de dixième division anglaise situé à Sunderland Washington s'impose face à Bedlington après 54 tirs (3-3, 25-24 t.a.b. avec cinq échecs).
En match international, les séances fleuves sont, à l'inverse, plutôt rares. D'ailleurs, sur les 19 Coupes du monde disputées, seuls deux matchs vont au-delà du dixième tir au but : la fameuse demi-finale de 1982 entre la France et l'Allemagne (3-3, t.a.b. 5 -4), ainsi que le quart de finale Suède-Roumanie en 1994 (2-2, t.a.b. 5-4).

## Facteurs de réussite
L'exercice des tirs au but a fait l'objet de plusieurs études scientifiques, dont les conclusions sont les suivantes:
- Les joueurs manquent plus souvent leurs tentatives lorsque la pression est forte (75% de réussite pour les tirs au but numéro 6 à 9 contre 85% de réussite pour les premiers tirs au but)[11].
- Les joueurs fatigués (120 minutes jouées) ont moins de réussite dans l'exercice[11].
- Les jeunes joueurs (22 ans et moins) sont plus efficaces que les joueurs plus âgés[11].
- Les attaquants sont plus efficaces que les défenseurs[11].
- Les joueurs qui doivent marquer pour que leur équipe reste en course ne réussissent que 62% de leurs tirs, contre 92% pour les tirs au but qui peuvent donner la victoire à leur équipe[12].
- Célébrer de façon expansive un tir au but réussi augmente la chance d'une équipe de remporter une séance de tirs au but[13].

## Ordre de tir et aspect psychologique
L’économiste espagnol Ignacio Palacios-Huerta a analysé les résultats de 1 001 séances de tirs au but entre 1970 et 2002 (en reprenant les séances en Coupe du monde, dans les Coupes continentales des équipes nationales (excepté l’Océanie), dans les trois Coupes d’Europe des clubs et dans les Coupes des fédérations anglaise, allemande et espagnole). Il a observé que l’équipe qui effectuait le premier tir se qualifiait dans 60,6% des cas.
Une autre étude menée par des chercheurs allemands, reprenant les résultats de 262 séances de tirs au but entre 1970 et 2003 sur un nombre moindre de compétitions (Coupe du Monde, Euro, les trois Coupes d’Europe des clubs et la Coupe d’Allemagne) obtenait un gain plus faible, et même non significatif du point de vue statistique (53,4% de qualification pour l’équipe qui tire le premier),, la différence entre les deux études s’expliquant par le fait que les compétitions non retenues par la deuxième équipe de chercheurs et retenues par Palacios-Huerta ont toutes des taux supérieurs à 53,4% avec un taux qui monte même à 72,3% pour les 347 matchs de Coupe d’Espagne sur la période 1970-2002.
Les études suivantes, comme celle de Luc Arrondel, Richard Duhautois et Jean-François Laslier, alimentent la polémique, car elles ne retrouvent pas d’avantage significatif à tirer en premier, bien qu’elles mettent en évidence l’existence d’effets psychologiques pesant sur le tireur, effets liés à l’importance plus ou moins grande de son tir, suivant le déroulement de la séance.
Comme l’ont remarqué les mathématiciens Eugène Prouhet, Axel Thue et Marston Morse, une autre séquence existe, plus symétrique encore. Cette suite permettrait de réduire encore davantage le déséquilibre (à 51 % – 49 %, toujours à l’avantage de la première équipe, selon Palacios-Huerta). Elle est connue comme la suite de Prouhet-Thue-Morse et alternerait les tirs de la façon suivante, en notant respectivement A et B chaque tireur alterné des deux équipes.
```
A ⇒ B ⇒ B ⇒ A ⇒ B ⇒ A ⇒ A ⇒ B ⇒ B ⇒ A ...
```

Sylvain Frochaux, directeur de la recherche et fondateur de Swiss Invest Lab SA, déplore que 
« Malheureusement, cet ordre n’a jamais été utilisé dans le sport. Il est possible que les joueurs eux-mêmes ne s’y retrouvent pas, sans parler du public ».
En tout état de cause, afin de corriger un déséquilibre éventuel entre les deux équipes, l’IFAB a autorisé en mars 2017, les expérimentations pour changer l’ordre des tireurs au cours de la séance. en se calquant sur le modèle du jeu décisif au tennis.
```
A ⇒ B ⇒ B ⇒ A ⇒ A ⇒ B ⇒ B ⇒ A ⇒ A ⇒ B ...
```

Selon Palacios-Huerta, ce nouvel ordre réduirait le déséquilibre existant 60,6 % – 39,4 % à 54 % – 46 %. L’UEFA a décidé de mener une expérimentation sur ce nouvel ordre des tirs dans quelques compétitions en débutant avec l’Euro féminin U17 (moins de 17 ans) en mai 2017. Mais les retours de l’expérimentation se révèlent insatisfaisants en raison de la complexité du système et du peu d’entrain des joueurs. L’IFAB annonce en novembre 2018 que cette proposition ne sera pas retenue pour être intégrée aux lois du jeu.

## Autres possibilités de départage
D'autres méthodes pour départager les équipes furent proposées avant ou depuis l'instauration de la règle des tirs au but. Certaines ont été durablement en vigueur, d'autres sont restées à l'état de proposition ou simple expérimentation confidentielle.
L'une des premières règles instaurées pour départager les équipes se trouvait dans les règles de Sheffield (Sheffield Rules) entre 1862 et 1871 avec le concept du rouge, pris en compte lorsque la balle passait non loin du but. La règle 14 statuait que « Un but pèse plus que n'importe quel nombre de rouges, mais si aucun ou un nombre égal de buts est marqué, le résultat est décidé par les rouges ».

### Historique des règles utilisées

#### Rejouer le match
Pendant longtemps, en cas d'égalité après les prolongations, le match était rejoué. Cette règle historique, notamment en vigueur en Coupe du monde jusqu'en 1958 (pour les huitièmes, quarts et demi-finales) et jusqu'en 1982 pour la finale, est encore appliquée dans certaines compétitions à élimination directe comme lors des matchs de la coupe d'Angleterre jusqu'aux quarts de finale.
La règle du match à rejouer est simple: si les deux équipes sont à égalité à l'issue de la prolongation, le match est rejoué. En cas de nouvelle égalité après prolongation du deuxième match, c'est le règlement de la compétition qui décide si le match doit à nouveau être rejoué ou non. Le règlement de la Coupe du monde de la FIFA prévoyait de rejouer le match une seule fois. Ainsi, pour les finales de coupe du monde de 1974, 1978 et 1982, à l'issue d'un deuxième match se soldant à nouveau par un score de parité après prolongation, une séance de tirs au but était prévue. Jusqu'en 1970 et avant l'introduction de la règle des tirs au but, ce départage devait être effectué par tirage au sort (ce qui n'est jamais arrivé). En Coupe d'Angleterre, jusqu'en 1991, le nombre de matchs rejoués entre deux équipes pouvait aller jusqu'à 5. Dans les coupes européennes de clubs, une seule fois, en 1974, la finale de la Coupe des champions a dû être rejouée (la règle des tirs au but étant alors seulement applicable à l'issue du match rejoué). En ce qui concerne les tournois internationaux majeurs, le Championnat d'Europe des nations est le seul qui a vu une finale rejouée (en 1968).

#### But en or et but en argent
Le but en or («mort subite») et le but en argent: dans le premier cas, le match est gagné par la première équipe marquant pendant la prolongation, dans le second cas, le match est gagné par l'équipe menant au score à la fin de la première partie de la prolongation (ou de la seconde si égalité à la fin de la première). Ces règles furent mises en place afin d'inciter les équipes à se montrer plus offensives et à prendre des risques pour éviter autant que possible le recours aux tirs au but. Dans la pratique ces règles n'ont pas eu les effets escomptés et l'International Football Association Board (IFAB) décida de leur arrêt en 2004, les jugeant notamment injustes.

### Propositions diverses de départage

#### S'appuyer sur les statistiques du match
D'autres suggestions furent faites comme d'utiliser certains événements du jeu venant de se dérouler comme le plus de tirs cadrés, le plus de corners obtenus, le moins de cartons jaunes ou rouges.

#### Prolongation à diminution de joueurs
Une autre proposition fut de jouer la prolongation en diminuant le nombre de joueurs sur le terrain à intervalles réguliers (à l'image de ce qui se fait dans le championnat nord-américain de hockey sur glace où les joueurs jouent à 5 contre 5, puis 3 contre 3 lors des prolongations en saison régulière). Aucune de ces propositions n'a été autorisée par l'IFAB.

#### Tirs au but avant la prolongation
Le Britannique Henry Birtles, à la tête d'un cabinet de conseil médias pour le sport, fit la proposition de « l'avantage »c'est-à-dire que la séance de tirs au but se tienne avant la prolongation et seulement en qualité d'un jeu décisif, si le score reste à égalité après les prolongations.
Les partisans de cette règle disent qu'elle conduirait à une prolongation plus offensive avec une des équipes sachant qu'elle doit marquer, et donc qu'il n'y aura jamais de prolongations avec les deux équipes en attente. Un autre avantage est que les joueurs qui ont manqué leur tir lors des tirs au but auraient une chance de se racheter dans les prolongations. La faille évidente est que l'équipe qui gagne aux tirs au but serait encline à jouer défensivement lors de la prolongation puisqu'un score nul la qualifie.

#### Tirs au but avant le match
Sir Alex Ferguson, ancien entraîneur de Manchester United, a proposé l'idée de faire la séance de tirs au but avant le début du match.

#### Jeux d'attaque ou «Attaquant Défenseur Gardien»
« Attaquant Défenseur Gardien » (ADG) est une autre méthode pour éviter les tirs au but, développée par Timothy Farrell en 2008. ADG présente une série de dix duels à un contre deux au cours desquels un attaquant donne le coup d'envoi à 32 mètres et dispose de 20 secondes pour marquer un but contre un défenseur et un gardien. À la fin des dix duels, l'équipe qui a marqué le plus de buts est victorieuse.

#### Tirs de corners
Une autre suggestion est de tirer une série de 10 corners avec cinq joueurs de chaque équipe dans la surface de réparation plus le gardien de but. L'équipe attaquante doit marquer avant que la balle ne sorte de la surface de réparation. L'équipe ayant marqué le plus de buts après les 10 corners est l'équipe gagnante. Dans ce cas, la victoire dépend plus d'un jeu d'équipe que d'une série de tirs individuels.

#### Tirs de fusillade
La North American Soccer League dans les années 1970 et l'actuelle Major League Soccer dans les années 1990 expérimentèrent une variante aux tirs au but.
Au lieu d'un tir direct, comme celui d'un penalty, le tireur était placé à une trentaine de mètres du but et il avait cinq secondes pour tirer. Pendant ce temps, l'attaquant pouvait se déplacer avec le ballon avant de tirer. La méthode était similaire au tir de pénalité ou tir de fusillade employé au hockey sur glace. Comme pour une séance de tirs au but classique, chaque équipe tirait cinq fois et, en cas d'égalité, on procédait à des tirs supplémentaires jusqu'à ce qu'une équipe gagne. Ce format était jugé comme récompensant plus les qualités des joueurs dans un duel en un contre un. Le ratio de réussites était alors de l'ordre de 50%, contre 80% pour des penaltys dits classiques. Certains joueurs comme Johan Cruyff se sont notamment dits en faveur de ces derniers.

## Critiques
Intégrés progressivement à toutes les confrontations à élimination directe dans les années 1970 et 1980, les tirs au but sont rentrés dans l'inconscient collectif du monde entier lors de la demi-finale de la Coupe du monde 1982 France-RFA qui tourna à l'avantage des Allemands après un match et une prolongation riches en suspense et au cours de laquelle les Français menèrent 3-1 puis furent rejoints à 3-3. Ce match est d'ailleurs le tout premier de l'histoire de la Coupe du monde à s'être achevé par la séance fatidique. La dimension dramatique et spectaculaire de ce match jusqu'à son épilogue inédit aura vraisemblablement influencé la FIFA elle-même qui décida, dès l'édition suivante en 1986, d'une part de revenir à une phase à élimination directe à partir des huitièmes de finale (ce qui multiplie les possibilités de séances de tirs au but) et d'autre part d'appliquer la règle des tirs au but en finale directement en cas d'égalité après prolongation, sans passer par le match à rejouer. Une finale mondiale tous les quatre ans ne mérite-t-elle pas la possibilité d'être rejouée une fois (comme le règlement le prévoyait depuis les origines en 1930) avant d'en arriver aux tirs au but? Telle est la question. En tout cas, peu après la finale Italie-France de 2006 (depuis le Brésil-Italie de 1994, on comptait alors deux séances de tirs au but disputées en quatre finales!), Sepp Blatter en personne, à l'époque président de la FIFA, se l'est bien posée, qualifiant notamment ces séances de tirs au but en finale mondiale de «tragédie». La prise de conscience du problème posé par les tirs au but en finale entraînant la promesse de trouver rapidement une solution (le vraisemblable retour à la finale à rejouer) est semble-t-il restée lettre morte sur le bureau de la FIFA… 
Généralement qualifiés de «loterie» par différents protagonistes du monde du football, les tirs au but ont beaucoup d'opposants, ceux-ci comprenant difficilement que le vainqueur d'un match important puisse être désigné «par le hasard». Parmi ces opposants, on peut citer le principal journal sportif français L'Équipe qui n'a pas hésité à prendre parti ouvertement en titrant en une le 6 juillet 1990 «Non au foot loterie!» après que les deux demi-finales du Mondial 1990 en Italie se furent achevées par cette épreuve. De plus, le monde du football étant plutôt superstitieux, certains joueurs ont vu leur carrière en sélection anéantie par un tir au but raté lors d'une phase finale d'une grande compétition et ne furent plus rappelés pour les phases finales suivantes, étant considérés comme des porte-poisse: c'est le cas notamment des Français Reynald Pedros (demi-finale de l'Euro 1996) ou David Trezeguet (finale de la Coupe du monde 2006). Aujourd'hui, les calendriers surchargés et établis longtemps à l'avance pour les matchs des clubs comme des sélections ainsi que l'ancrage de la séance de tirs au but dans le déroulement des compétitions semblent rendre impossible la possibilité d'un retour au «match à rejouer», pourtant plus équitable et encore utilisé dans de rares compétitions comme la FA Cup.

## Supporters et risques cardiaques
Selon une analyse de statistiques d'hôpitaux, à la suite du match Pays-Bas-France du Championnat d'Europe 1996 et du match Angleterre-Argentine de la Coupe du monde 1998, les séances de tirs au but peuvent présenter certains dangers supplémentaires de crise cardiaque chez les supporters.
Une étude parue en 2002 dans le British Medical Journal a montré une augmentation des admissions pour infarctus du myocarde de 25% en Angleterre le soir et les deux jours suivant le huitième de finale de la Coupe du monde 1998 entre l'Argentine et l'Angleterre. Cette dernière ayant perdu aux tirs au but après un tir raté de David Batty. Aucune augmentation des hospitalisations n'a été constaté, sur la même période, aux urgences, pour d'autres causes. Une étude allemande publiée en 2008 dans The New England Journal of Medicine faite pendant la coupe du monde de 2006, sur 15 services d'hôpitaux bavarois, montre que 6 des 7 matchs de l'équipe allemande ont été marqués par un pic d'urgences cardiaques. Le pic le plus fort a eu lieu lors du match de quart de finale entre l'Allemagne et l'Argentine qui s'est terminé par des tirs au but. Au global, il y a 2,66 fois plus d'accidents cardiaques avec davantage d'hommes (71,5% contre 56,7% habituellement).
Gilles Grollier, professeur français en cardiologie, indique que les cas sont limités à des personnes présentant des facteurs de risque cardiovasculaire (hypertension artérielle, hypercholestérol, dépendance au tabac...). La Fédération française de cardiologie mentionne les matchs importants de Coupe du monde (mais sans distinguer les séances de tirs au but) comme un facteur de risque.
Mais d'autres études contredisent cette augmentation d'incidents cardiaques. Ainsi en 2013, une étude réalisée en Bavière, se basant sur les diagnostics approfondis et non plus les simples admissions, n'a constaté aucune augmentation des crises cardiaques lors de la Coupe du monde de 2006.